# Ніккі Родрігес
Ніккі Родрігес  (англ. Nikki Rodriguez; нар. 17 грудня 2002, Лос-Анджелес, Каліфорнія) — американська акторка, продюсер. Відома за серіалами «Моє життя з Волтерами» (2023) та «На районі» (2021).

## Життєпис
Ніккі Родрігес народилася і виросла в Лос-Анджелесі, штат Каліфорнія, США.
Ніккі розпочала свою акторську кар'єру у 2018 році, дебютувавши у короткометражному фільмі «Ця земля — твоя земля». Вона почала професійно зніматися у 17 років, швидко набуваючи досвіду завдяки появі в таких проектах, як «Просто немає слів» (2019) та «Адам руйнує все» (2019). Її проривною роллю стала роль Веро, подруги Цезаря, у серіалі «На районі» на Netflix у 2022 році.
У 2023 році Ніккі отримала головну роль Джекі Говард у підлітковому драматичному серіалі Netflix «Моє життя з Волтерами».

## Фільмографія
| Рік        |    | Українська назва      | Оригінальна назва            | Роль         |
| ---------- | -- | --------------------- | ---------------------------- | ------------ |
| 2018       | кф |                       | This Land is Your Land       | ув'язнена №2 |
| 2019       | с  | Просто немає слів     | Speechless                   | Медісон      |
| 2019       | с  | Адам руйнує все       | Adam Ruins Everything        | Брі          |
| 2019       | кф |                       | Roadkill                     | Теммі        |
| 2020       | кф |                       | Father.                      | Сел          |
| 2020       | кф |                       | Bunny Run                    | Маккензі     |
| 2021       | с  | На районі             | On My Block                  | Веро         |
| 2020       | ф  | Повернутись до Лайли  | Back to Lyla                 | Сара         |
| 2023—т. ч. | с  | Моє життя з Волтерами | My Life with the Walter Boys | Джекі Говард |